# ダイナミック・ゼネラル・ガーディアン
ダイナミック・ゼネラル・ガーディアン （英語: Dynamic General Guardian） とは、バンプレストのコンピュータゲーム作品『スーパーロボット大戦シリーズ』に登場するバンプレストオリジナルのスーパーロボットである。略称はダブルG (Double G) 、DGG。

## 概要
ビアン・ゾルダーク博士がプロジェクトURの元に開発した特殊人型機動兵器の一種。EOT特別審議会が主導する「プロジェクト・アーク」において、クレイドル防衛用の機動兵器として審議会の依頼を受け開発された。コードネームは「ダブルG」。
仕様の異なる機体による施設防衛がコンセプトで、汎用性よりも剣撃戦、砲撃戦など特定分野に特化している。これらを組み合わせ少数精鋭の部隊として運用することを目的としている。全部で4機が存在するが、4号機は劇中未登場。
ダブルGはいずれも特機タイプであり、コスト面ではPTやAMのような機体を量産する方が理にかなっていた。しかしEOT特別審議会は、これらダブルGすらも異星人との取引の材料にするつもりで前述の仕様を承認したとされる。一方DC側としては、ダブルGの開発はAMの開発を隠蔽するカモフラージュにもなった。
『α』シリーズでは、1号機と3号機は操縦系にダイレクト・モーション・リンク（DML）を採用する点が共通している。3号機は当初、別種のインターフェイスを搭載していたが、問題発覚により換装された。2号機は馬形態への変形機能を持つためDMLは搭載されず、ヴァルシオンと同じコクピット（システムは同じだが、形状は別）が搭載されていることが『OGs』で判明した。
『OG』シリーズでは1号機と2号機の作業を優先させたこともあり、3号機と4号機は機体仕様こそ決定していたものの、Bフレームの組み上げまでしかなされず、AMシーブズや操縦システムの組み込みは行われていない。その後エアロゲイターとの決戦に備え、ダブルGは4機とも分解され1号機と2号機はアイドネウス島外へ運び出され、シュウ・シラカワの手によってテスラ・ライヒ研究所へと届けられた。3号機はトオミネ博士が密かに回収、4号機は行方不明のままである。

## ダイゼンガー
英字武器名称のあるものは北米版『OG』における表記。国内版と北米版『OG』で名前が違うものは（日本版 / 北米版）の順に表記する。
【武神装攻（ぶしんそうこう）ダイゼンガー】
ビアン博士がアースクレイドル防衛用に製作したDGG1号機。ゼンガー・ゾンボルト専用機として開発されており剣撃戦に特化している。単独飛行が可能で内装火器もダイナミック・ナックル、ゼネラル・ブラスターなど特機系の技術の粋を集めた機体。特に『OG』シリーズではDC側に渡ったグルンガスト零式がこれらの武装に影響を与えている。
テスラ研においては、ロブのアイディアでさらにG・インパクトステークやネオ・チャクラムシューターの装備が予定されていた。ただしほとんどの作品ではこれらの武器を使用せず、グルンガスト参式の参式斬艦刀のみを頼りに戦う。
人工筋肉を使用し、DMLにより搭乗者の動きがトレースされる。刀などの武器は手持ち式のHSコントローラによって操作する。
劇中でゼンガー自身が「武神装攻ダイゼンガー」と命名。なお「ダイゼンガー」（大きいゼンガーの意）の名称はプロデューサーの寺田が5秒で思いついた名称であったが、それ以上の妙案が無くそのまま決定となった。もっとも、それでは余りにも安直だったため「ダイナミック・ゼネラル・ガーディアン(Dynamic・General・Guardian)」の略称と設定された。「DGG」は寺田の師匠格にあたる人物、「武神装攻」は当時の部下による考案。
武装
参式斬艦刀 (Type 3 Colossal Blade)
グルンガスト参式の斬艦刀を継続して使用。本来の正式武装ではないが、使いこなしている。通常は日本刀の形だが、液体金属ゾル・オリハルコニウムを纏わせてることで刀身を変形させることができ、必殺技使用の際には形状が鉈状や巨大な両刃剣に変化し、鍔や柄の形状や長さもそれらに応じて変化する。
ダイナミック・ナックル (Dynamic Knuckle)
グルンガストシリーズのブーストナックルと同じくロケットパンチで、ATS（自動追跡システム）を搭載し、パイロットによる手動操作も可能。設定画の肘部分にスラスターが確認できる。
『OG外伝』から使用可能。『第2次OG』では、敵機に当たった後に腕が錐揉み回転して貫く描写になっている。
ゼネラル・ブラスター (General Blaster)
グルンガスト零式のハイパー・ブラスターと同様、重力場による仮想砲身から発射される熱線。両肩の外装の下に超大型のレンズが見て取れる。『OG外伝』から使用可能。
ガーディアンズ・ソード (Guardian Sword)
斬艦刀よりもやや小振りな片刃の剣で、取り回しは軽い様子。刀身がGの形になっている。『OG外伝』のみ使用可能。『第2次OG』以降は武装から外されたが、これは修羅の乱の際に内蔵武器を復活させた際、使用の際に通常のTC-OSへの切り替えを伴うという制約の反省から封印戦争時に根本的な再調整を実施。内蔵武器と斬艦刀を併用できるようになり、その代わりに斬艦刀と役割の重複してしまう本装備が廃止されたことが理由。
必殺技
斬艦刀・電光石火（ - ・でんこうせっか） (Colossal Burst)
斬艦刀の刀身を形成するためのゾル・オリハルコニウム形状固定用エネルギーを剣先に集中させ放つ。スレードゲルミルも同名の攻撃を使用したことがある。
斬艦刀・大車輪（ - ・だいしゃりん） (Colossal Spinner)
ククリ刀型にした斬艦刀をブーメランのように投げつける。漫画『Record of ATX』において、グルンガスト零式も零式斬艦刀を用いて使用している。
斬艦刀・牙壊（ - ・がかい）
『第2次OG』で登場した新技。ブースターを全開にして相手に突進し、すれ違いざまに袈裟斬りにする。斬艦刀を使う技としては珍しく攻撃時に刀身を変形させない。
斬艦刀・雷光斬り（ - ・らいこうぎり） (Colossal Thunder)
斬艦刀を両刃の大剣に変形させて敵に接近し、一瞬の間に十字に切りつける。『OGs』においては「斬艦刀・疾風迅雷」と叫ぶことがある。突進していく際には、夕日の沈む海が背景として挿入される。
斬艦刀・疾風怒濤（ - ・しっぷうどとう）
グルンガスト零式、参式と同一の技。『ジ・インスペクター』第22話でのみ使用。
斬艦刀・雲燿の太刀（ - ・うんようのたち） (Colossal Storm)
斬艦刀を大上段に構え急上昇し、落下の速度を加えて一気に振り下ろす必殺技。「雲燿」とは稲妻のことで、示現流では研ぎ澄ました錐が薄紙を貫くまでの間の時間を意味し、つまりは剣速が電光石火のスピードに達した状態を指している。
『第3次α』では唯一ゼンガーのカットインが入り、機体だけでも4種のカットインが入るなど、演出が派手。
竜巻斬艦刀・逸騎刀閃（たつまきざんかんとう・いっきとうせん） (Tornado Blade)
アウセンザイターとの合体攻撃。プフェールト・モードに変形したアウセンザイターの背中にダイゼンガーが騎乗し（この際アウセンザイターのマントをダイゼンガーが羽織る）、加速をつけ斬艦刀で横一文字に斬る。『OG2』ではこの後、敵を打ち上げ一刀両断する。『第3次α』『OGs』では斬艦刀を回転させて竜巻を発生させ、敵を上空へ打ち上げながら切り刻む技となったが、『第2次OG』ではこの前段階として、一旦大気圏外に出てからアウセンザイターに騎乗、大気圏に再突入しながら加速し、その勢いを込めた渾身の上段斬りを叩きこみ、更に竜巻とともに打ち上げた後にアウセンザイターが跳躍し、追撃として一文字切りを決めて止めを刺す。
威力は絶大だが、本来は2号機が馬型に変形する意味も低く機体への負担も大きい。しかし「知的生命体に与える心理的効果」をコンセプトとする特機構想やプロジェクトURの真髄ともいえる戦法であり、敵異星人を衝撃と混乱に陥れた。戦場を駆ける巨大な騎馬武者の勇姿は、友軍の士気を鼓舞する効果もあった。
初使用の際に技の名前を叫んでいるが、ゼンガーは詳細を把握しないままレーツェル指示で使用したため、正式な技名なのかは不明。『OG』シリーズでは名称が「竜巻斬艦刀」である。
デザイン
紺を基調とし、日本の鎧武者を思わせる形状。ゼンガーのキャラクターをストレートに体現したようなデザインである。これには、ビアンがゼンガーの武士的な生き様を具現化した説と、ビアンの愛娘リューネが時代劇マニアであったことに由来する説がある。デザインのイメージとしては大張正己の「バリメカ」をモチーフにしている。なお、後述のように『OG』のアニメ版である『OGIN』ではダイゼンガーを大張自身が監督している。
劇中での活躍
第2次α
ククルとの戦闘で大破したグルンガスト参式に代わり、急遽起動させたが、武装が未完成だったために危機に陥る。レーツェルの機転によりヒュッケバインMk-III・トロンベによって投げ渡された参式斬艦刀を装備し、以降そのまま運用した。このときに挿入されるテロップは全編通してここでのみ用いられる専用のものである。ロブからは武装の修理を提案されたのだが、ゼンガーは「斬艦刀さえあれば充分」と固辞している。また、斬艦刀を持つ前の技は本来見れないが、ゼンガーがダイゼンガーに乗り換える前に援護攻撃を習得している場合、味方隣接で攻撃に援護攻撃として加わる場合に限り戦闘アニメーションを閲覧することが可能である。
第3次α
『第2次α』のゼンガー編の続編であるトウマ編以外でも参式斬艦刀を使用する。なお『α』シリーズおよびGBA版『OG2』では左手で斬艦刀を保持している（『OGs』以降は右手）。
OG2/OGs
『α』『OG』とも設定上はゼンガー専用機として設計されたことになっているが、『OG』シリーズではゼンガーは連邦軍の人間であり、彼がDCへ寝返ってからビアンが戦死するまでにそれほど時間的余裕がなかった。そのためテスラ研へは分解された状態で送られ以降の開発はそこで継続されており、機体の組み上げと調整はインスペクター襲来の寸前まで行われていた。
ガルガウの攻撃で大破したグルンガスト参式に代わり急遽起動したが、JINK-1の調整にはゼンガー本人が立ち会う必要があり、完成までOSには一時的にTC-OSが使われていた、そのためOSと機体のマッチングの問題で武装が全て使用不能に陥った。しかしその場に現れたスレードゲルミルから参式斬艦刀を投げ渡され、その剣のみで戦う。ほぼ同時タイミングでフィリオによってOSがJINK-1に書き換えられ、火器管制システムの不調を除いて問題なく動かせるようになっている。
登場ステージのサブタイトルは「武神装攻ダイゼンガー」。サブタイトルがゼンガーのセリフに合わせて挿入され、それと同時にダイゼンガーのテーマ「剣・魂・一・擲」がかかる演出がなされている（ステージ開始時のタイトル挿入は無い。途中でタイトルが挿入される演出のあるステージは他にもあるが、このステージではタイトルの字体も専用のものである）。さらに『OGs』ではアニメのOPのような演出となり、ゼンガーの声でタイトルコールが入った。
本作ではすぐにインスペクターに対する作戦に参加しなければならない状況であり、完全な修理には1か月ほどかかってしまうため、ゼンガーが修理を断り内蔵火器は使用不可のまま運用された。
後に発売された『OG外伝』で武装の修復が行われ、機体換装で斬艦刀装備（従来と同じ）と斬艦刀なし（ダイナミック・ナックル、ゼネラル・ブラスター、ガーディアンズ・ソードを使用可能）に変更できる。後者ではアウセンザイターとの合体攻撃が使えない。
北米版『OG2』
ほぼ国内版と同一だが一部変更あり。北米版では専用書体のタイトル表記にオーバーライドして “Episode 30 Dygenguard” と表記され、これを受けてヴィガジが “ What was that!? ...and what does ‘Episode 30’ mean!?” と発言。すなわちゲーム内のテロップがキャラクターにも見えていることでヴィガジが混乱するメタフィクションな展開となっている。
OG外伝
札幌市にて、修羅将軍マグナスの軍勢が市民を処刑しようとしていた際に馳せ参じ、これを退ける。処刑されかけた市民の中には、後に雷鳳のパイロットとなるトウマもおり、これ以来彼はダイゼンガーを「夏の日の巨人」と呼んで慕い続ける。後日、この日の出来事を根に持ったマグナスに奇襲され、斬艦刀が破損して使用できなくなる事態に陥るが、出撃前に内蔵武器を修理していたため、その封印を解いて反撃に転じ勝利する。なお、本作では内蔵武器と斬艦刀装備を換装で変更する必要があるが、これはOGsでJINKI-1を斬艦刀に最適化したため内蔵武器の使用の際は通常のTC-OSに切り替える必要があるためと設定されている。
無限のフロンティア
壊れた参式斬艦刀と思しき残骸が、シュラーフェン・セレスト艦内の転移装置が置かれた区画に落ちている。
OGIN
『OGs』とほぼ同様の演出が行われており（この回ではゼンガーの名乗りまでサブタイトルが出てこない）さらに斬艦刀でガルガウを倒した後、舞い散る桜吹雪のエフェクトに加え、セリフに合わせ筆字の文章が出てくるなどさらに演出面が強化されている（ちなみにこの演出の一部は第2次OGのダイゼンガーの演出という形で逆輸入されている）。なお、火器管制システムの不調はフィリオがJINKI-1インストールを行った瞬間、コンピュータに表示されたダイゼンガーの「FIRE CONTROL SYSTEM」だけが「CHECK」のままになっているという形で、画面上でも描写されている（ただし、画面上に映るのは一瞬だけ）。
なおこの回では、「ダイゼンガー作画監督」というクレジットがスタッフロールに追加された。ダイゼンガー作画監督はジ・インスペクターの監督でもある大張正己で、モチーフとなっている「バリメカ」の生みの親が作画監督を務めた。第22話ではスレードゲルミルとの最後の決戦で「斬艦刀・疾風怒濤」を使用している。
26話最終回にて「斬艦刀・逸騎刀閃」が使用された。
DVDでは演出がさらにブラッシュアップされ、タイトル文字の演出が『OGs』とほとんど同じエフェクトに変更された（本放送では背景が『OGs』と異なり、一部のアニメーション効果が省略されていた）。
第2次OG
斬艦刀･電光石火に代わって新技「斬艦刀・牙壊」を使う他、条件を満たせば内蔵武器が解禁される。ただし、『OG外伝』での機体換装ではなく斬艦刀装備の状態にダイナミック・ナックルとゼネラル・ブラスターを追加したものである。ガーディアンズ・ソードは登場しない。
OGMD
最初から斬艦刀に加え内蔵武器を使用可能になっている。

## アウセンザイター
ビアン博士がアースクレイドル防衛用に製作したDGG2号機。エルザム・V・ブランシュタイン（レーツェル・ファインシュメッカー）専用機として開発されており、1号機をサポートする砲撃戦特化型の機体。
ダイゼンガーと異なり飛行能力はないが、馬形態（プフェールト・モード） (Pferd Mode) への変形機構があり、その背にダイゼンガーを乗せる機能が与えられている（竜巻斬艦刀・逸騎刀閃）。馬形態への変形はエルザムの「戦場を馬で駆けたい」という望みをビアンが汲み取ったものであるが、実際に馬の機体として乗りたかったかは不明。機動性と意外性に富んだ機能であるが、必要性は非常に低いとされた。しかしビアンは「プロジェクトUR」のコンセプトである「知能を持った敵に与える心理的効果」を重視し、2機の外見と連携攻撃パターンが設計された。
エルザムは「一撃離脱」の戦法を得意としており、開発コンセプトにも最初から盛り込まれている。大出力のバーニア・スラスターと踵のフェルゼ・ラートと呼ばれるローラーダッシュ機構を駆使した高い機動性を誇り、長銃身ビームキャノンを用いた射撃戦により竜巻の如く戦場を駆ける。フェルゼ・ラートのみで走行しているわけではなく、爪先部分に搭載された機能限定型のテスラ・ドライブが発生させる、T・ドットアレイを斥力、および慣性質量制御場として構成することにより、高速で走行する際の姿勢制御や方向転換の補助としている。
まさに「トロンベ」であるレーツェルの愛馬で、ダイゼンガーとの関係から、レーツェル自身がプフェールト・モードの状態をダイトロンベと冗談めかして呼んだこともある。「アウセンザイター」はドイツ語で「穴馬」の意味で、レーツェル自身の命名。なお、本機も類に漏れず「トロンベ」と呼ばれており、正式名称で呼ばれることは少ない。「トロンベ」以外には、テスラ研のスタッフがダイゼンガーと合わせて「ダブルG」「DGG」と呼ばれた。
人型形態ではダイゼンガーと同等のサイズだが、そのままでは馬形態のサイズが小さ過ぎてしまうため、戦闘アニメ中では大きめに描画されている。
武装
シュルター・プラッテ (Schulterplatte)
肩の円形シールドを投げつける。シールドは5基のビームブレード発生装置を備え、エネルギー刃で目標を斬撃する。名前はドイツ語で「肩の盾」。中央部にはブランシュタイン家の紋章があしらわれている。
ランツェ・カノーネ (Lanzerkanone)
2門の大型ビームランチャー。プフェールト・モードでは前脚と後脚になる。関節部にはTGCジョイントが用いられ、蹄にあたる部分には機能限定型のテスラ・ドライブが搭載されており、プフェールト・モード時の2機分の重量と走行の負担を軽減している。テスラ・ドライブはシュツルム・アングリフにも応用されている。
ビームランチャーの設定だが、『第3次α』のみビーム属性ではない。ランツェはドイツ語で「槍」、カノーネは「大砲」（英語の「カノン砲」に相当）。
ランツェ・カノーネW (Lanzerkanone W)
ランツェ・カノーネを2本同時に用いた攻撃。『OGs』では高速で走行しつつ射撃を続け、とどめに飛び上がって複数回の射撃を叩き込むALLW。
なお、ダブルをWと略す記述方法は日本語独自のものであるが、北米版『OG2』でも「Lanzerkanone D」ではなくWのままとなっている。なおGBA版『OG2』では、改造を進めるとシュツルム・アングリフよりも威力が高くなってしまう。
クライス・カノーネ
『第2次OG』で追加されたMAP兵器。飛び上がり、自機周辺をランツェ・カノーネで乱れ撃ちする。『OGIN』第15話でもレストジェミラ相手に同じような攻撃を行ったが、こちらは地上で行っている。
必殺技
シュツルム・アングリフ (Sturmangriff)
ローラーダッシュで一気に間合いを詰め、ランツェ・カノーネによる連続攻撃を仕掛ける。攻撃方法は作品ごとに異なり、『第3次α』では崖から飛び降りる演出が入る（宇宙空間でも）。『OGs』ではランツェ・カノーネを一基投げ捨てた後に標的にマントを投げつけ、視界を奪いつつ銃剣部分で突き刺し撃つ技になり、『第2次OG』ではマントを投げ捨てた後、相手の周りを回りながらランツェ・カノーネを撃ちまくっている際に右肩のシュルター・プラッテを敵機の背後に置き、最後は撃ったランツェ・カノーネのビームがシュルター・プラッテに反射して相手の背後から撃ち貫く（敵機が自分を狙う思わせるように仕向けたフェイント）技に変わっている。
シュツルムはドイツ語で「嵐」、アングリフは「攻撃」を意味する。
デザイン
黒を基調とし、西洋の甲冑をイメージしたデザインでダイゼンガーと双璧をなしている。頭部にたなびく房飾り状のもの（変形時は尾部分）は、実は湯気である。特にプフェールト・モード時はジェネレーター出力が上昇し首と臀部から排熱する必要があり、これが鬣や尻尾のように見えている。
デザインを発注する際、一見してそうとは見えないように注文したが、馬型に変形すると予想していた人は結構いたとのこと。
劇中での活躍
OG2/OGs
部品の状態でテスラ研に送られている。インスペクターの襲撃を受け出撃する。その名前は翻訳機が『穴馬』と訳し、ヴィガジを再び混乱させた。
第3次α
ゴラー・ゴレム隊の襲撃を受けテスラ研より出撃。その際にダイゼンガーとの合体攻撃を披露している。
無限のフロンティア
シュラーフェン・セレスト艦内、転移装置が置かれた区画に本機の頭部らしき残骸が転がっているのが確認できる。
OGIN
初めて操縦席が明確に描かれており、通常のPTやAMとは異なりバイクのような座席（ブランシュタイン家の紋章入り）になっていることや、モニターに蹄鉄のような意匠が取り入れられている。
初登場話の第15話ではダイゼンガー同様アウセンザイター作画監督がクレジットされており、山根理宏が担当した。なお、ヴィガジが翻訳機に振り回され混乱する一幕は無くなり、フィリオが『穴馬』と語った上で「言い得て妙」と評した（この評価自体はゲームでも存在する）。
26話にて初めてプフェールト・モードへの変形シーンが描かれた。

## 雷鳳
DGG3号機に画期的なマン・マシーン・インターフェース「システムLIOH」を搭載した機体。読みは「らいおう」。「雷凰」と書くのは誤り。ちなみに鳳は雄、凰は雌を指す。
徒手格闘戦に対応しており、特に足技を主体としている。システムLIOHのサポートを前提としている分、これを欠くと操縦が非常に困難になる。
必殺技
技名横の（）内は、『第3次α』トウマ編第1話における雷鳳初回起動時の技名。
ハーケンインパルス
両足にあるプラズマコンバータを使用し、プラズマを打ち出して敵を攻撃する。
カウンターブレイク（ミドルレンジ格闘攻撃）
両腕のプラズマコンバータを使用し、発生させたプラズマビュートで敵を引き寄せ、蹴りを叩き込む。
ライトニングフォール（ワイドレンジ格闘攻撃）
両足にあるプラズマコンバータを使用し、プラズマを纏いながら落下し蹴りを浴びせる。
ラッシング・スピン
『OGMD』にて追加された技。敵に一瞬で接近し、回し蹴りを浴びせる。
レイジング・ストライク
『OGMD』にて追加された技。フェイントを交えながらのダッシュで敵との間合いを詰め、2回の回し蹴りの後に敵の後ろに一瞬で回り込み、さらに上空に蹴り上げ、とどめにブースター全開の飛び蹴りで後ろから蹴りぬく。
ライジングメテオ
特訓の末に追加される技。連続の蹴りで敵を叩き上げ、とどめの一撃で地面に蹴り落とす。第34話ではミナキもこの技を使うことができる。
デザイン
白を基調としたカラーリング。本来のDGG3号機は忍者をモチーフとしていたが、パイロットであるトウマの設定を踏まえ『第3次α』作中におけるデザインとなった。そのためDGG3号機と雷鳳は由来が同じでありながらも異なる外見を持つ存在となっている。肩部にある鎖帷子状の模様もその名残である。DGG3号機の段階では忍者刀を持たせる案もあったのだが、足技主体で戦うことから手持ち武器はオミットされ、「キックが必殺技ならば赤いマフラーが必要だろう」との考えからマフラーが付け加えられた。なお、OGシリーズにおける本機の原型・初期形態として登場する後述の忍者型のロボット・ジンライは雷鳳初期段階のデザインに手を加えたものである。
劇中での活躍
第3次α
スーパー系主人公トウマの前半の搭乗機。帝国監察軍の強襲に遭った際、偶然にトウマが搭乗しパイロットとして登録された。その際空手の経験があったトウマに合わせて最適化され、足技主体の格闘戦用の機体となっている。素人であるトウマにいきなり操縦できたのは「システムLIOH」の賜物であるが、後にこのシステムにはパイロットの潜在能力を限界まで引き出した挙句廃人にしてしまうという危険な面があることが発覚。「システムLIOH」は取り外されダイゼンガーと同じDMLが搭載された。その結果、トウマは雷鳳を乗りこなすため厳しい特訓を受けることとなる。
コックピット周りは「システムLIOH」を守るために頑丈に設計されており、このことがトウマの命をたびたび救っている。第12話ではミナキが同乗したまま戦闘を行った。
開発者であるカオル・トオミネ博士はその危険な思想から学会を追放されており、その腹いせ、または雷鳳を他のDGGと同系機とみなされるのが嫌だったからか、雷鳳のDGGとしての登録は取り消されている。
第2次OG
鋼龍戦隊に鹵獲されたジンライからシステムZLAIを取り除き、他のDGGの予備パーツなどを使用し有人機に改修した姿。マフラーはジンライのマントの破片を流用している。ジンライとして犯した所業への罪悪感を抱くミナキの意向により、DGGの称号はあえて付けられていない。機体名はトウマがシステムLIOHから命名した。操縦補助のため「システムLIOH」を搭載していたが、トウマが初めての搭乗でBSKモードによる暴走した為、それ以降は補助程度に機能を落とされている。後にカオル博士が外部から再度暴走させようとS-BSKモードを起動した際には、ミナキがセットしていた爆弾でLIOHを強制排除した。その後はLIOHの補助がなくなったため素人のトウマにとってDMLは重い枷となるが、アクセルらとの修行でDMLを物にしその危機を跳ねのけた。

### 大雷鳳
雷鳳をトウマに合わせて徹底的にカスタム化した機体。開発者であるミナキ・トオミネ博士の意向で再びDGGとして登録されている。脚部のプラズマ・コンバータの肥大化など、パワーや出力の向上を主眼とされており、トウマ以外では歩くこともできないほどピーキーな機体に仕上がっている。
大雷鳳（だいらいおう）とは「ダイナミック・ライトニング・オーバー」の略称である。正式名称を聞いたトウマが勢いと即興で略して以降、この名称で呼ばれることとなった。
搭乗方法は特異であり、機体から照射される光線にパイロットが包まれて浮遊し、機体に引き込まれるスタイルである。
武装
ハーケンインパルス・ドライブ
両足のプラズマコンバータを使用し、プラズマを打ち出して攻撃する。
カウンタースパイク・チャージ
両腕と両足にあるプラズマコンバータを使用し、プラズマを発生させ敵を捕らえ引き寄せて攻撃する。
プラズマスパイラル・ダイブ
両足にあるプラズマコンバータを使用し、プラズマを纏いながら落下し蹴りを浴びせる。
ライジングメテオ・インフェルノ
ライジングメテオの大雷鳳バージョン。雷鳳とは違い、最初に殴りつけた後（この技以外では腕をほとんど使わない）相手をつかんで放り上げ空中で蹴り砕く形になっている。
必殺技
神雷
後に追加される必殺技。盛大な連続蹴りで相手を蹴り飛ばしたのち、その相手よりも速く反対方向まで加速し、そのまま蹴り落とす。技の使用時にはフェイスガードが開き鼻梁と口があらわになった上、右目を覆うパーツが上がり瞳のある眼球が出現する。この状態ではダイゼンガーやアウセンザイターと類似した顔つきとなる。またダブルGの中でも瞳を有しているのはこの状態の大雷鳳のみ。
この戦闘アニメーションの製作に2か月もかかったという逸話がある。
デザイン
おおまかには雷鳳と変わらないが、プラズマコンバータが肥大化して大幅にボリュームアップしている。普段はフェイスガードで顔が隠れている。
劇中での活躍
OG2/OGs
リュウセイがダイゼンガーに対抗したネーミングの中で「ダイライオー」と言う名称を上げているが、これはSRXの愛称候補として挙げられた名前であり、本機を直接指してはいない。
『OGs』ではさらにリュウセイが「必殺技はキック系だったらいいな〜」と発言している。
第3次α
トウマの後半の搭乗機。ベミドバンにやられて修理した際、システムLIOHのサポートなしで100％の力で戦うと機体もろともトウマまで破壊されるという設計上の致命的ミスが発覚。それに頼らず刹那の時ならば100％の力を出し切ることができるとして、トウマは必殺技「神雷」を編み出し欠陥を克服した。ベミドバンにより顔（を含む全身）が大破してからは、右目が眼帯のようなパーツで覆われている。

### ジンライ
『第2次OG』に登場。カオル・トオミネ博士が他のDGGを破壊するため開発したDGGの3号機。無人機で、「システムZLAI」と呼ばれる機体制御システムが組み込まれている。DGGを憎むカオル博士の手によってあえてDGGの称号を与えられており、無人機のDGGによって有人のDGGを倒すことで自らの優位性を証明することを目的として開発されている。そのため戦場においてはダイゼンガーとアウセンザイターを執拗に付け狙う。保険としてシステムLIOHもセットされており、何らかの理由で有人操縦になったとしても、システムLIOHが暴走して再び他のDGGを襲うようにプログラムされている。黒を基調としたさながら忍者のような姿であり、搭載されている武装も忍者刀や手裏剣状のものなどである。
専用BGMは「奔る黒影」。
武装
ペインレス・ダガー
苦無を投げる。ALL武器属性。
マルチプライ・ブレード
籠手に隠した手裏剣を出して投げ、刺さった敵機から抜いて背後から斬りつける。
ソニック・ヒール
籠手から煙幕を撃ち相手の視界を遮って、蹴った後に踵落しで締める。
アンカー・シークレイト・ソード
鞘に仕込まれたアンカーを突き刺し、引き寄せると同時に斬りつける。
必殺技
ライズナ・ドロップ
複数の量産型ジンライがマルチプライ・ブレードを投げると同時に走り出し、背後から掴んで正面に回り込み、蹴り上げてマントで拘束しつつ投げて、最後に回転しながら落下する。

#### 量産型ジンライ
『第2次OG』に登場。ガイアセイバーズにて開発されたジンライの量産型。機体制御は量産型のAI0によって行われている。本機の登場以後、鋼龍戦隊の一部メンバーはジンライを「上忍」、本機を「下忍」と呼称している。ただし、図鑑説明によると「上忍」に相当するのはトオミネ博士であり、DGG3号機のジンライは「中忍」に相当すると見られる。

## 採用技術
ABMDシステム
Artificial Bone & Muscular tissue Drive Systemの略（人工骨格筋肉駆動システム）。人間の骨に当たる「Bフレーム」と動力伝達・姿勢制御を司る「AMシーブズ」の組み合わせによる機体駆動システム。人工筋肉の筋束には金属物質ではなく、EOTを応用して開発された軟質の擬似筋繊維を使用しているため柔軟かつ人間らしい動きが可能。
ダイレクト・モーション・リンク・システム（DMLシステム）
アウセンザイターを除くDGGに搭載されている操縦システム。Direct Motion Link Systemの頭文字をとってDMLとも呼ばれる。パイロットはシートに座らずアームで保持され直立し、球状コクピット内のパイロットの動きをセンサーでリアルタイムでスキャンし機体動作へ反映させる。
パイロットの動きがそのまま機体の動作に反映されるため、操縦には卓越した身体能力が必要となる。また、機体へのダメージがパイロットにも伝わる面も持つ。ヴァルシオーネにも試験的に導入されており、こちらは運用の際に専用ボディスーツを着用する。
JINKI-1（ジンキ・ワン）
DML専用に開発されたOS。パーソナルトルーパーに標準搭載されているTC-OS等が行動の帰結点をパイロットが入力し間のモーションをOSが組み立てるのに対して、これはパイロットの動作から行動帰結点をOSが予測してモーションを組み立てるという正反対の方法をとっている。名称はビアン総帥の意向で日本語の「人機一体」をもじったものになっている。本来、人間の複雑な予想の付かない動きをリアルタイムで機体に反映させることは困難でありDMLシステムが抱える問題点であった。しかしゼンガーのように一意専心の信念と、敵を断固撃破しようとするシンプルな行動パターンを持つ人物がパイロットである場合、DMLシステムの誤認識が減り、DML、ひいてはダブルGのパイロットに最適であると判断された。そこでビアンにより、グルンガスト零式のモーション・パターン・データを参考にして開発された。結果的にDMLシステムとJINKI-1を採用した機体はパイロットの技量と個性に大きく依存することとなる。現在、JINKI-1が搭載されているのが確認出来るのは、ダイゼンガーのみである。
システムLIOH
カオル・トオミネ博士が開発し、雷鳳に搭載されたインターフェース。素人でも機動兵器を簡単に操縦でき、さらに実力以上の力を発揮できるようになる画期的なシステム。しかしその実態は、パイロットに極度の緊張感を与えることでいわゆる「火事場の馬鹿力」を出させるという、パイロットへの負荷が非常に大きい危険なものだった。トウマはこれを使い続けることによって暴走してしまい、以後雷鳳からシステムLIOHは取り外された。正式名称は「Lead Innovation Organic Hermony」。

### ゲーム
- αシリーズ
  - 第2次スーパーロボット大戦α
  - 第3次スーパーロボット大戦α 終焉の銀河へ
- OGシリーズ
  - スーパーロボット大戦ORIGINAL GENERATION2
  - スーパーロボット大戦OG ORIGINAL GENERATIONS
  - スーパーロボット大戦OG外伝
  - 第2次スーパーロボット大戦OG
  - スーパーロボット大戦OG ムーン・デュエラーズ

### 書籍
- バンプレスト『SUPER ROBOT WARS ORIGINAL GENERATION 2 OFFICIAL BOOK』2005年。（『OG2』購入特典）
- バンプレスト『Super Robot Wars OG ORIGINAL GENERATIONS Official Perfect File』2007年。（『OGs』購入特典）
- 『電撃スパロボ! Vol.3』メディアワークス、2006年。ISBN 978-4-8402-3329-3。
- 『電撃スパロボ! Vol.5』メディアワークス、2006年。ISBN 978-4-8402-3671-3。
- 『電撃スパロボ! Vol.9』メディアワークス、2008年。ISBN 978-4-0486-7301-3。
- 『ゲーマガ 2008年 11月号』ソフトバンククリエイティブ、2008年。

### プラモデル
- コトブキヤ S.R.G-S-016 NONスケール 「DGG-XAM1 ダイゼンガー」 2007年2月
- コトブキヤ S.R.G-S-022 NONスケール 「武神装攻ダイゼンガー"逸騎刀閃"」 2008年4月
- コトブキヤ S.R.G-S-027 NONスケール 「DGG-XAM2 アウセンザイター」 2008年10月
- コトブキヤ 1/144 「DGG-XAM1 ダイゼンガー」2008年12月